# The Animator's Survival Kit
The Animator's Survival Kit: A Manual of Methods, Principles, and Formulas for Classical, Computer, Games, Stop Motion, and Internet Animators (ISBN 0-5712-0228-4 della prima edizione) è un libro di istruzioni del 2001 edito da Faber and Faber dell'animatore e regista premio Oscar Richard Williams. Il libro include tecniche, consigli, suggerimenti, trucchi e informazioni generali sulla storia dell'animazione.
Il logo presente sulla copertina del libro è stato completamente animato in stile tradizionale, Williams e i suoi animatori hanno impiegato 9 mesi per completarlo. Williams ha incluso anche alcune prime bozze del suo stesso lavoro, tratte da progetti precedenti.

## DVD
Esempi di animazione tratti dal libro e da filmati delle master-class di Richard Williams sono stati raccolti in un cofanetto di 16 volumi in DVD intitolato The Animator's Survival Kit - Animated.

## Accoglienza
Il libro ha riscosso un successo universale. Chris Wedge, il regista di Epic - Il mondo segreto e de L'era glaciale, candidato all'Oscar, ha scritto del libro: "Quello che ne uscì fu una completa ristrutturazione dell'animazione, del modo in cui vedevo l'animazione, del modo in cui analizzavo il movimento. La prima sera le persone si sono sedute alle loro postazioni di lavoro e hanno eseguito alcuni degli esempi di Richard... e all'ora di pranzo si poteva vedere l'influenza. È stata una rivelazione". Nel 2013 è stato anche trasformato in un'applicazione per iPad.